# 馬愉

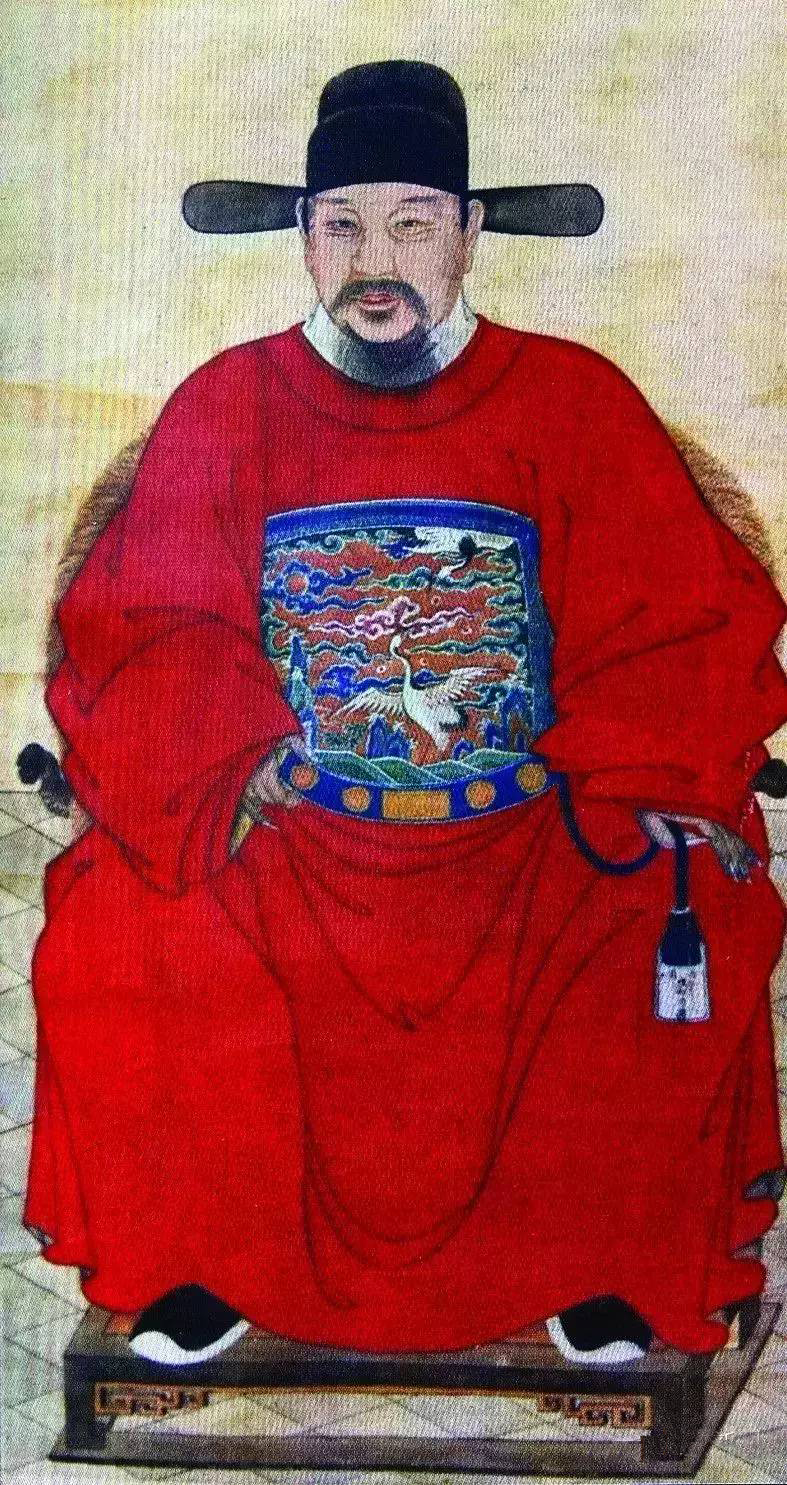
馬愉

馬 愉（ば ゆ、1395年 - 1447年）は、明代の官僚・政治家。字は性和、号は澹軒。本貫は青州臨朐県。

## 生涯
馬士賢と劉氏のあいだの子として生まれた。1427年（宣徳2年）、進士及第を賜り、状元となった。翰林院修撰に任じられた。1434年（宣徳9年）秋、特別な選抜で史官と庶吉士37人が文淵閣に進学することになると、馬愉はその首席となった。1436年（正統元年）、経筵講官とされた。1437年（正統2年）、侍読学士となった。1438年（正統3年）、侍講学士となった。楊栄が引退を望み、後任として苗衷・曹鼐・馬愉が推薦された。1440年（正統5年）2月、馬愉は侍講学士のまま内閣に入り、枢機に参与した。1445年（正統10年）10月、礼部右侍郎に進んだ。1446年（正統11年）3月、帰省した。1447年（正統12年）9月乙未、死去した。享年は53。翰林院学士・資善大夫・礼部尚書の位を追贈された。諡は襄敏といった。著書に『澹軒文集』8巻があった。

## 馬愉墓
馬愉の墓は臨朐県東城街道朱位村にある。

## 子女
- 馬徴（字は廷召、号は敬斎、汜水知県）
- 馬徽（河南布政司検校）